# Solanum tenuipes
Solanum tenuipes là loài thực vật có hoa trong họ Cà. Loài này được Bartlett miêu tả khoa học đầu tiên năm 1909.